# Wimbledon 2006

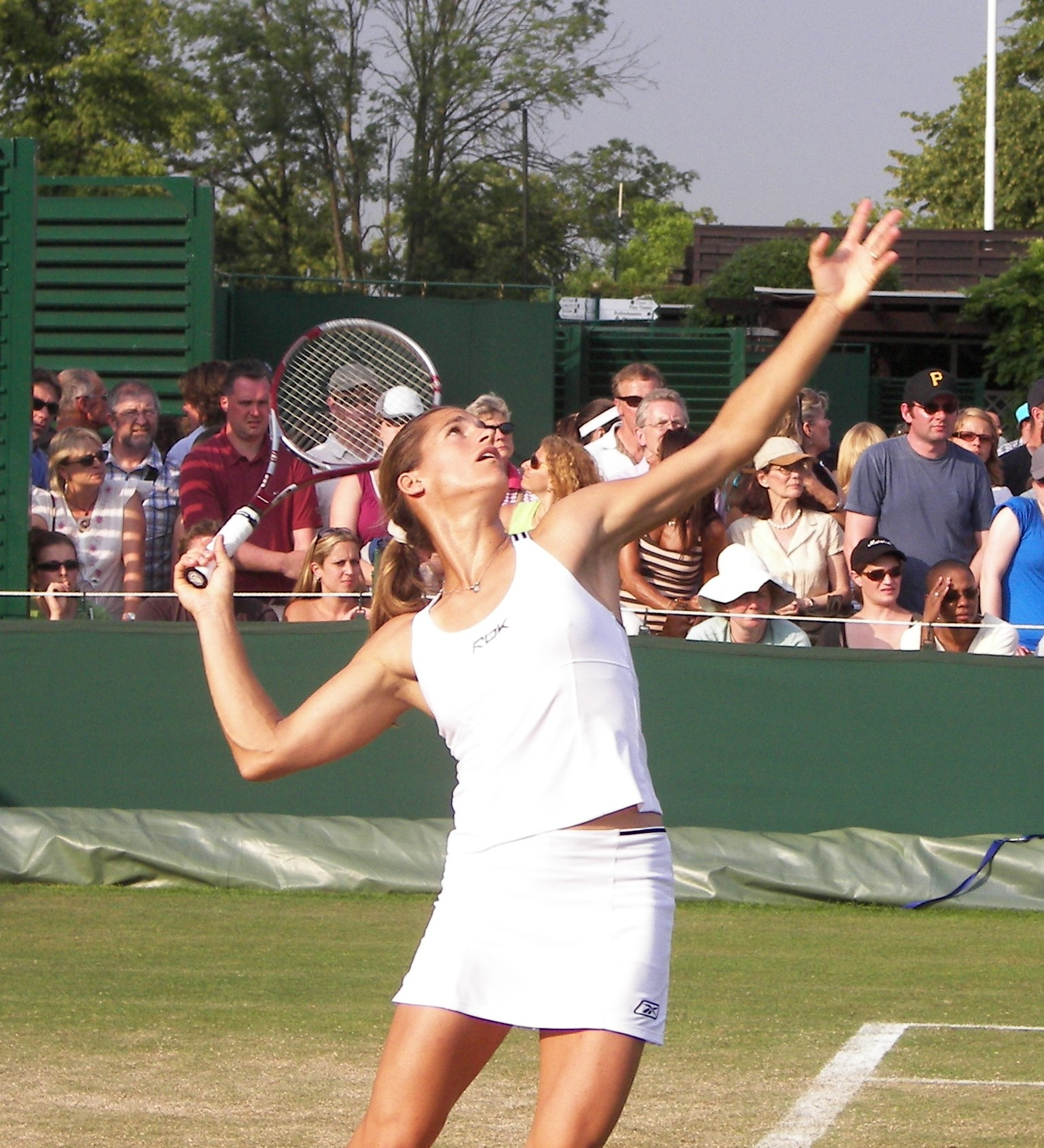
Amélie Mauresmo in actie op Wimbledon 2006

De 120e editie van het Britse grandslamtoernooi, Wimbledon 2006, werd gehouden van maandag 26 juni tot en met zondag 9 juli 2006. Voor de vrouwen was het de 113e editie van het graskampioenschap. Het toernooi werd gespeeld bij de All England Lawn Tennis and Croquet Club in de wijk Wimbledon van de Britse hoofdstad Londen.
Op de eerste zondag tijdens het toernooi (Middle Sunday) werd traditioneel niet gespeeld.
Het toernooi van 2006 trok 447.126 toeschouwers.

## Belangrijkste uitslagen
Mannenenkelspel

Finale (9 juli): Roger Federer (Zwitserland) won van Rafael Nadal (Spanje) met 6-0, 7-6, 6-7, 6-3
Vrouwenenkelspel

Finale (8 juli): Amélie Mauresmo (Frankrijk) won van Justine Henin-Hardenne (België) met 2-6, 6-3, 6-4
Mannendubbelspel

Finale: Bob Bryan (Verenigde Staten) en Mike Bryan (Verenigde Staten) wonnen van Fabrice Santoro (Frankrijk) en Nenad Zimonjić (Servië en Montenegro) met 6-3, 4-6, 6-4, 6-2
Vrouwendubbelspel

Finale: Yan Zi (China) en Zheng Jie (China) wonnen van Virginia Ruano Pascual (Spanje) en Paola Suárez (Argentinië) met 6-3, 3-6, 6-2
Gemengd dubbelspel

Finale: Vera Zvonarjova (Rusland) en Andy Ram (Israël) wonnen van Venus Williams (Verenigde Staten) en Bob Bryan (Verenigde Staten) met 6-3, 3-6, 6-2
Rolstoelmannendubbelspel

Finale: Shingo Kunieda (Japan) en Satoshi Saida (Japan) wonnen van Michaël Jeremiasz (Frankrijk) en Jayant Mistry (Verenigd Koninkrijk) met 7–5, 6–2
Meisjesenkelspel

Finale: Caroline Wozniacki (Denemarken) won van Magdaléna Rybáriková (Slowakije) met 3-6, 6-1, 6-3
Meisjesdubbelspel

Finale: Alisa Klejbanova (Rusland) en Anastasija Pavljoetsjenkova (Rusland) wonnen van Kristina Antoniychuk (Oekraïne) en Alexandra Dulgheru (Roemenië) met 6-1, 6-2
Jongensenkelspel

Finale: Thiemo de Bakker (Nederland) won van Marcin Gawron (Polen) met 6-2, 7-6
Jongensdubbelspel

Finale: Kellen Damico (Verenigde Staten) en Nathaniel Schnugg (Verenigde Staten) wonnen van Martin Kližan (Slowakije) en Andrej Martin (Slowakije) met 7-6, 6-2

## Hoogtepunten
Bij de vrouwen stond Justine Henin-Hardenne voor de tweede maal in de finale, na winst tegen Kim Clijsters in de halve finale. Ze verloor evenwel ook voor de tweede maal, nu van Amélie Mauresmo. Voor Mauresmo was het de eerste keer dat ze Wimbledon won; de eerste keer ook dat een Franse dame Wimbledon won sinds de legendarische Suzanne Lenglen in 1925.
Bij de mannen waren de finalisten dezelfde als in het vorige grandslamtoernooi (Roland Garros 2006). Ditmaal was het Roger Federer die Rafael Nadal klopte en zo zijn vierde opeenvolgende titel in Wimbledon behaalde. Het was Federers 48e opeenvolgende gewonnen wedstrijd op gras, een absoluut record (het vorige record stond op naam van Björn Borg met 41 opeenvolgende overwinningen op gras).
Bij de jongens zorgde Thiemo de Bakker voor een primeur: hij was de eerste Nederlander die de titel pakte – in de finale versloeg hij de Pool Marcin Gawron met 6-2 en 7-6.

## Belgische deelnemers
mannenenkelspel
- Olivier Rochus (26e reekshoofd);
  - 1e ronde: won van Gilles Müller 
  - 2e ronde: won van Tomas Zib 
  - 3e ronde: verslagen door Lleyton Hewitt , het 6e reekshoofd
- Kristof Vliegen (30e reekshoofd):
  - 1e ronde: won van Jiří Novák 
  - 2e ronde: verslagen door Nicolas Mahut
- Xavier Malisse:
  - 1e ronde: won van Benedikt Dorsch 
  - 2e ronde: verslagen door Radek Štěpánek
- Dick Norman:
  - 1e ronde: verslagen door Martin Lee
- Christophe Rochus:
  - 1e ronde: verslagen door Justin Gimelstob

vrouwenenkelspel
- Kim Clijsters (2e reekshoofd):
  - 1e ronde: won van Vera Zvonarjova 
  - 2e ronde: won van Viktorija Koetoezova 
  - 3e ronde: won van Zheng Jie 
  - 4e ronde: won van Agnieszka Radwańska 
  - kwartfinale: won van Li Na 
  - halve finale: verslagen door Justine Henin-Hardenne
- Justine Henin-Hardenne (3e reekshoofd):
  - 1e ronde: won van Yuan Meng 
  - 2e ronde: won van Jekaterina Bytsjkova 
  - 3e ronde: won van Anna Tsjakvetadze 
  - 4e ronde: won van Daniela Hantuchová 
  - kwartfinale: won van Séverine Brémond 
  - halve finale: won van Kim Clijsters 
  - finale: verslagen door Amélie Mauresmo
- Kirsten Flipkens:
  - 1e ronde: verslagen door Jamea Jackson

mannendubbelspel
- Christophe Rochus en Stanislas Wawrinka :
  - 1e ronde: verslagen door Joshua Goodall en Ross Hutchins
- Olivier Rochus en Philipp Petzschner :
  - 1e ronde: wonnen van Jaroslav Levinský  en Robert Lindstedt 
  - 2e ronde: verslagen door Cyril Suk en Robin Vik
- Kristof Vliegen en Yves Allegro :
  - 1e ronde: wonnen van Paul Goldstein en Jim Thomas 
  - 2e ronde: verslagen door Mark Knowles  en Daniel Nestor  (3e reekshoofd)

gemengd dubbelspel
- Kirsten Flipkens en Andy Murray :
  - 1e ronde: wonnen van Robert Lindstedt en Sofia Arvidsson 
  - 2e ronde: verslagen door František Čermák  en Anna-Lena Grönefeld  (16e reekshoofd)

## Nederlandse deelnemers
mannenenkelspel
- Melle van Gemerden:
  - 1e ronde: won van Joshua Goodall 
  - 2e ronde: verslagen door Mardy Fish

vrouwenenkelspel
- Michaëlla Krajicek:
  - 1e ronde: verslagen door Samantha Stosur

mannendubbelspel
- Rogier Wassen en Tripp Phillips :
  - 1e ronde: wonnen van Chris Haggard  en Dominik Hrbatý  (16e reekshoofd)
  - 2e ronde: verslagen door Irakli Labadze  en Dušan Vemić

vrouwendubbelspel
- Michaëlla Krajicek en Sania Mirza :
  - 1e ronde: wonnen van Stéphanie Foretz  en Antonella Serra Zanetti 
  - 2e ronde: verslagen door Jelena Dementjeva  en Flavia Pennetta  (8e reekshoofd)

gemengd dubbelspel
- Michaëlla Krajicek en Rogier Wassen:
  - 1e ronde: wonnen van Travis Parrott  en Peng Shuai 
  - 2e ronde: verslagen door Nenad Zimonjić  en Katarina Srebotnik  (7e reekshoofd)

## Toeschouwersaantallen en bezoekerscapaciteit
|           |        | Eerste week |         | Tweede week |
| --------- | ------ | ----------- | ------- | ----------- |
| Maandag   |        | 32.272      |         | 40.002      |
| Dinsdag   | 38.611 | 34.473      |         |             |
| Woensdag  | 39.991 | 31.890      |         |             |
| Donderdag | 40.235 | 29.302      |         |             |
| Vrijdag   | 39.821 | 28.444      |         |             |
| Zaterdag  | 38.269 | 27.695      |         |             |
| Zondag    | –      | 26.101      |         |             |
| Totaal    |        | 447.126     | 447.126 | 447.126     |

|  | = slecht weer (meer dan twee uur niet gespeeld) |
|  | = gehele dag niet gespeeld, vanwege de regen    |

| Baan                           | Zitplaatsen                    | Staanplaatsen                  |                                | Baan                           | Zitplaatsen |
| ------------------------------ | ------------------------------ | ------------------------------ | ------------------------------ | ------------------------------ | ----------- |
| Centre Court                   | 13.798                         | –                              |                                | Court No. 10                   | –           |
| Court No. 1                    | 11.429                         | –                              | Court No. 11                   | 448                            |             |
| Court No. 2                    | 2.192                          | 770                            | Court No. 13                   | 1.541                          |             |
| Court No. 3                    | 800                            | –                              | Court No. 14                   | 312                            |             |
| Court No. 4                    | –                              | –                              | Court No. 15                   | 318                            |             |
| Court No. 5                    | 120                            | –                              | Court No. 16                   | 312                            |             |
| Court No. 6                    | 250                            | –                              | Court No. 17                   | 309                            |             |
| Court No. 7                    | 250                            | –                              | Court No. 18                   | 782                            |             |
| Court No. 8                    | –                              | –                              | Court No. 19                   | 302                            |             |
| Court No. 9                    | –                              | –                              |                                |                                |             |
| Totaal zitplaatsen             | Totaal zitplaatsen             | Totaal zitplaatsen             | Totaal zitplaatsen             | Totaal zitplaatsen             | 33.163      |
| Totaal staanplaatsen           | Totaal staanplaatsen           | Totaal staanplaatsen           | Totaal staanplaatsen           | Totaal staanplaatsen           | 770         |
|                                |                                |                                |                                |                                |             |
| Bezoekerscapaciteit tennispark | Bezoekerscapaciteit tennispark | Bezoekerscapaciteit tennispark | Bezoekerscapaciteit tennispark | Bezoekerscapaciteit tennispark | 35.500      |

## Uitzendrechten
In Nederland was Wimbledon te zien bij de lineaire televisiezender RTL 7. RTL 7 deed dagelijks vanaf 13.00 rechtstreeks verslag vanuit Londen met een team van o.a. Roland Koopman, Marcel Maijer, Mariëtte Pakker, Jacco Eltingh en Jan Siemerink. Er was kritiek op de zender omdat ze door de te lange reclameblokken tijdens de baanwissels, regelmatig enkele punten miste van de nieuwe game.
Verder kon het toernooi ook gevolgd worden bij de Britse publieke omroep BBC, waar uitgebreid live-verslag werd gedaan op de zenders BBC One en BBC Two.
1877 · 1878 · 1879 · 1880 · 1881 · 1882 · 1883 · 1884 · 1885 · 1886 · 1887 · 1888 · 1889 · 1890 · 1891 · 1892 · 1893 · 1894 · 1895 · 1896 · 1897 · 1898 · 1899 · 1900 · 1901 · 1902 · 1903 · 1904 · 1905 · 1906 · 1907 · 1908 · 1909 · 1910 · 1911 · 1912 · 1913 · 1914 · 1915–1918 · 1919 · 1920 · 1921 · 1922 · 1923 · 1924 · 1925 · 1926 · 1927 · 1928 · 1929 · 1930 · 1931 · 1932 · 1933 · 1934 · 1935 · 1936 · 1937 · 1938 · 1939 · 1940–1945 · 1946 · 1947 · 1948 · 1949 · 1950 · 1951 · 1952 · 1953 · 1954 · 1955 · 1956 · 1957 · 1958 · 1959 · 1960 · 1961 · 1962 · 1963 · 1964 · 1965 · 1966 · 1967
↓ open tijdperk ↓
1968 (m-v-md-vd-gd) · 1969 (m-v-md-vd-gd) · 1970 (m-v-md-vd-gd) · 1971 (m-v-md-vd-gd) · 1972 (m-v-md-vd-gd) · 1973 (m-v-md-vd-gd) · 1974 (m-v-md-vd-gd) · 1975 (m-v-md-vd-gd) · 1976 (m-v-md-vd-gd) · 1977 (m-v-md-vd-gd) · 1978 (m-v-md-vd-gd) · 1979 (m-v-md-vd-gd) · 1980 (m-v-md-vd-gd) · 1981 (m-v-md-vd-gd) · 1982 (m-v-md-vd-gd) · 1983 (m-v-md-vd-gd) · 1984 (m-v-md-vd-gd) · 1985 (m-v-md-vd-gd) · 1986 (m-v-md-vd-gd) · 1987 (m-v-md-vd-gd) · 1988 (m-v-md-vd-gd) · 1989 (m-v-md-vd-gd) · 1990 (m-v-md-vd-gd) · 1991 (m-v-md-vd-gd) · 1992 (m-v-md-vd-gd) · 1993 (m-v-md-vd-gd) · 1994 (m-v-md-vd-gd) · 1995 (m-v-md-vd-gd) · 1996 (m-v-md-vd-gd) · 1997 (m-v-md-vd-gd) · 1998 (m-v-md-vd-gd) · 1999 (m-v-md-vd-gd) · 2000 (m-v-md-vd-gd) · 2001 (m-v-md-vd-gd) · 2002 (m-v-md-vd-gd) · 2003 (m-v-md-vd-gd) · 2004 (m-v-md-vd-gd) · 2005 (m-v-md-vd-gd) · 2006 (m-v-md-vd-gd) · 2007 (m-v-md-vd-gd) · 2008 (m-v-md-vd-gd) · 2009 (m-v-md-vd-gd) · 2010 (m-v-md-vd-gd) · 2011 (m-v-md-vd-gd) · 2012 (m-v-md-vd-gd) · 2013 (m-v-md-vd-gd) · 2014 (m-v-md-vd-gd) · 2015 (m-v-md-vd-gd) · 2016 (m-v-md-vd-gd) · 2017 (m-v-md-vd-gd) · 2018 (m-v-md-vd-gd) · 2019 (m-v-md-vd-gd) · 2020 · 2021 (m-v-md-vd-gd) · 2022 (m-v-md-vd-gd) · 2023 (m-v-md-vd-gd) · 2024 (m-v-md-vd-gd)
Lijst van Wimbledonwinnaars · Toernooien per editie